# Block DM-03
Block DM-03 (rusky Блок ДМ-03, index 11S861-03) je ruský horní raketový stupeň, spalující kerosen a kapalný kyslík, používaný jako čtvrtý stupeň těžkých nosných raket Proton, Angara 3 a Angara 5. Může být použit namísto staršího stupně Block DM-2.

## Historie
První verze Block DM-03 byly poháněny jedním motorem RD-58M, spalujícím kerosen (RG-1) a kapalný kyslík. Nejnovější vývoj okolo Block DM-03 je představován vylepšeným motorem RD-58MF, jako méně výkonnou, ale efektivnější variantou oproti RD-58M. Block DM-03 také může nést o 25% více paliva, než Block DM-2, který tak může v letech s Protonem nahradit. Přesto, většina vojenských a všechny komerční lety raději používají Briz-M. Vynášené náklady pro první dva lety Block DM-03 představují dvě skupiny družic Uragan-M po třech, pro program GLONASS, se stálou potřebou dopravování tří dalších družic Uragan-M, a také dvou družic Ekspress v samostatných letech. Block DM může umístit náklad na přesnější dráhu než Briz-M,  což ho předurčuje pro družice Uragan-M, které nemají apogeové motory.
Když v roce 2012 v RKK Energia skončila výroba, bylo pro použití v Protonu a případně Zenitu, vyrobeno pět stupňů Block DM-03. Výroba nové verze tohoto horního stupně bude vyžadována, jakmile dojde k vypuštění všech dosud vyrobených Block DM-03; všech pět DM-03 bylo navrženo pro lety Protonu mezi roky 2010 a 2015. Během rozhovoru v listopadu 2014, uvedl náměstek generálního ředitele chemické divize Krasnojarského strojírenského závodu Vladimir Kolmykov, že výroba Block DM, zastavená v průběhu tohoto roku (2014), ale práce na vývoji a výrobě RD-58MF budou pokračovat během roku 2015.

## Verze
Vývoj horního stupně 11S861-03 je hrazen v rámci programu Dvina-DM (rusky Двина-ДМ). Ve specifikaci tohoto programu se stanovují (Technical requirements on development work «Modernization of the upper stage «DM» for the carrier rocket heavy class») tři evoluční kroky horního stupně 11S861-03 (Block DM-03):
- 11C861-03 Fáze I Verze 1: Hlavní přínos tohoto stupně je rozšíření nádrže paliva s minimem dalších změn. Cílová výkonnost je 3 000 kg (6 600 lb) na GEO a 5 500 kg (12 100 lb) pro 1 500 m/s (4 900 ft/s) GTO. Vylepšení spočívá ve:
  - Zvětšení nádrže paliva 18,7 m (61 ft).
- 11C861-03 Fáze I Verze 2: Tato verze zavádí obecná výkonnostní zlepšení. Cílová výkonnost 3 200 kg (7 100 lb) na GEO a 6 000 kg (13 000 lb) na 1 500 m/s (4 900 ft/s) GTO. Vylepšení spočívají v:
  - Nahrazení avioniky a přístrojové skříně.
  - Použití pokročilé řídící jednotky.
  - Nahrazení navigačních a telemetrických systémů Chezara Kvant-VD (rusky Чезара Квант-ВД).[6]
  - Přizpůsobení pro použití s krytem nákladu Protonu-M 14S75 of 4 350 mm (171 in).
  - Strukturální vylepšení pro snížení suché hmotnosti.
- 11C861-03 Fáze II: Tato změna bude konečně používat novou pohonnou jednotku: Cílové zlepšení je 3 600 kg (7 900 lb) na GEO a 6 600 kg (14 600 lb) pro 1 500 m/s (4 900 ft/s) GTO. Vylepšení spočívá ve:
  - Změně pohonné jednotky na typ 11D58MF.
  - Používání hlavního motoru pro RCS a expanzního prostoru.
  - Strukturální snížení váhy.

#### Nosiče
- Proton – nosná raketa používající tento horní stupeň.
- Angara 5 – nosná raketa používající tento horní stupeň.

#### Horní stupně raket
- Briz-M – horní stupeň používaný pro lety nosičem Proton a Angara.
- Fregat – horní stupeň používaný pro lety nosiče Sojuz 2.